# Misguided Ghosts
«Misguided Ghosts» (en español: «Fantasmas equivocados»), es la décima canción del álbum Brand New Eyes de Paramore. Fue escrita por Hayley Williams, Josh Farro y Taylor York.

## Historia
Misguided Ghosts es una canción que se desprende del tercer álbum de estudio de Paramore, Brand New Eyes, publicado oficialmente el 29 de septiembre de 2009 por la disquera Fueled by Ramen.
La cantante Hayley Williams declaró lo siguiente sobre la canción: 

"Taylor escribió la música para esto mientras estábamos de gira en Inglaterra. Fue después cuando volvimos de nuestro descanso. Pero pensé, mentalmente, todos aun estamos muy aturdidos. Todo el 2008 fue muy difícil, y a pesar de que había un montón de cosas buenas pasando, sentía que por primera vez la vida era complicada. Así que escribí acerca de eso. Me gusta porque encarna todo tipo de azar, las emociones confusas que he tenido de vivir en este mundo loco"

## Producción
- Hayley Williams - voz.
- Josh Farro: guitarra, coro.
- Zac Farro: batería.
- Jeremy Davis: bajo.
- Taylor York: guitarra rítmica.